# Samalkota
Samalkota là một thành phố và khu đô thị của huyện East Godavari thuộc bang Andhra Pradesh, Ấn Độ.

## Nhân khẩu
Theo điều tra dân số năm 2001 của Ấn Độ, Samalkota có dân số 53.402 người. Phái nam chiếm 50% tổng số dân và phái nữ chiếm 50%. Samalkota có tỷ lệ 60% biết đọc biết viết, cao hơn tỷ lệ trung bình toàn quốc là 59,5%: tỷ lệ cho phái nam là 65%, và tỷ lệ cho phái nữ là 56%. Tại Samalkota, 11% dân số nhỏ hơn 6 tuổi.